# Caputxí pitgroc
El caputxí pitgroc (Sapajus xanthosternos) és una espècie de mico de la família dels cèbids que es troba al bosc atlàntic del sud de l'estat de Bahia al Brasil. Actualment només en sobreviuen 300 individus.